# Andrij Mihajlovics Bal
Andrij Mihajlovics Bal (ukránul: Андрій Михайлович Баль; Novij Rozgyil, 1958. február 16. – Kijev, 2014. augusztus 9.) ukrán labdarúgóedző, korábban szovjet válogatott labdarúgó.

## Pályafutása

### Klubcsapatban
1977 és 1980 között a Karpati Lviv játékosa volt. 1981-ben a Dinamo Kijiv igazolta le. pályafutása nagy részét ott töltötte. Többszörös szovjet bajnok, kupa- és szuperkupagyőztes. 1986-ban csapatával megnyerte a kupagyőztesek Európa-kupáját is. 1991-ben Izraelbe szerződött, a Makkabi Tel-Aviv csapatához. Még ugyanebben az évben távozott a Bné Jehúdához és innen vonult vissza 1993-ban.

### A válogatottban
1981 és 1989 között 20 alkalommal szerepelt a szovjet válogatottban és 1 gólt szerzett. Részt vett az 1982-es és az 1986-os világbajnokságon.

## Halála
2014. augusztus 9-én hunyt egy öregfiúk számára rendezett mérkőzés közben.

## Sikerei, díjai

### Játékosként
Dinamo Kijiv
- Szovjet bajnok (4): 1981, 1985, 1986, 1990
- Szovjet kupa (4): 1982, 1985, 1987, 1990
- Szovjet szuperkupa (2): 1985, 1986
- Kupagyőztesek Európa-kupája (1): 1985–86
- Trofeo Santiago Bernabéu (1): 1986

Szovjetunió
- U18-as Európa-bajnok (1): 1976
- U20-as világbajnok (1): 1977

### Edzőként
Makkabi Haifa
- Izraeli bajnok (1): 1993–94

## Külső hivatkozások
- Andrij Mihajlovics Bal – a FIFA adatbázisában
- Andrij Bal adatlapja a National-Football-Teams.com oldalon (angolul)

- Andrij Bal. eu-football.info